# Manuale dei lupetti
(dall'introduzione dell'autore)
Manuale dei lupetti (The Wolf Cub's Handbook) è un saggio di Robert Baden-Powell. È il primo e il più autorevole manuale dedicato all'educazione dei lupetti (la branca più giovane dello scautismo).

## Storia
Pubblicato per la prima volta nel 1916, il nucleo centrale dell'opera è composto da sedici capitoli (denominati "morsi" per mantenere l'ambientazione del Libro della giungla che accompagna sempre la vita dei lupetti).

## Capitoli
1. Primo morso: primi concetti dello scautismo e della vita dei lupetti
2. Secondo morso: personaggi e nomi giungla
3. Terzo morso: la legge del branco
4. Quarto morso: le Bandar[1] e Kaa
5. Quinto morso: rendersi utili
6. Sesto morso: uniforme e cerimonia
7. Settimo morso: stelle e bandiere
8. Ottavo morso: allenare i sensi
9. Nono morso: tecniche di sopravvivenza
10. Decimo morso: igiene, salute ed esercizi fisici
11. Undicesimo morso: segnalazione
12. Dodicesimo morso: fuochi e altre tecniche
13. Tredicesimo morso: mani abili
14. Quattordicesimo morso: campismo
15. Quindicesimo morso: pronto soccorso
16. Sedicesimo morso: passaggio in reparto

Successivamente ci sono una parte dedicata alle specialità e una dedicata allo scopo e al metodo dell'educazione del lupetto.

## Edizioni
- Robert Baden-Powell, Manuale dei lupetti, traduzione di Fausto Catani, collana I libri di Baden-Powell, Fiordaliso, 2005,  pp. 324, cap. 18, ISBN 88-8054-777-1.